# Sawston
Sawston este un sat mare în Cambridgeshire, Anglia, situat pe Râul Cam, la aproximativ 11 km la sud de Cambridge. Recensământul din 2011 arată că are o populație de 7.145 de locuitori.

## Istoric

### Preistorie
Deși actualul sat Sawston există doar ca ceva mai mult decât un cătun de aproximativ 400-600 de ani, există dovezi ale unei așezări în imediata apropiere datând de la începutul epocii Bronzului, cu aproape 5000 de ani în urmă. Zona înălțată din partea de nord a satului ar fi fost singurul punct de vedere de unde se puteau observa figurile de pe deal descoperite în zona Wandlebury a Wheatsheaf Duford.

### Istoria recentă
Sawston s-a dezvoltat substanțial de la sfârșitul celui de-al Doilea Război Mondial și, mai recent, un număr mare de locuințe au fost construite, mai ales în zonele de nord-vest și sud ale satului. Această dezvoltare a dus la extinderea satului Sawston înspre satul Pampisford din apropriere.

## Industrie
În ultimele câteva sute de ani, principalele două industrii din Sawston au fost de producție a hârtiei și imprimare și pielărie. Fabrica de hârtie originală din Sawston se află pe amplasamentul curent al Spicers, după numele familiei care a deținut moara în secolul trecut. Acest complex este situat în colțul de nord-vest al satului.
Există două locuri în Sawston în care există sau existau facilități de tăbăcire. La sud de centrul satului, aproape de conacul Sawston – Sawston Hall – se află Hutchins și Harding. Celălalt loc, Eastern Counties Leather, este la granița cu Pampisford, în sudul satului. Acesta a fost transformat în unități industriale generale. Aceste industrii au fost introduse în Sawston pentru a profita de sursa de apă curată. Cercetările relevă că ambele locuri sunt amplasate în zone cu izvoare sau pârâuri.
O zonă industrială mai mare există în partea de nord a satului, pe Babraham Road.

## Sawston astăzi

### Administrația locală
Consiliul Parohial Sawston are 19 locuri nominale, astfel încât, la alegerile din 2016, 15 Consilieri au fost aleși fără oponenți, pentru o perioadă de doi ani. Consiliul s-a mutat într-o nouă clădire de birouri pe Link Road în 2011. Aceasta include un birou pentru Societatea de Istorie a satului. Consiliul Parohial Sawston este activ în multe aspecte ale vieții satului, inclusiv facilitățile satului (recreere, terenuri, clădiri comunitare etc.) și organizarea de evenimente (precum nopțile de foc anuale).
Sawston are două locuri în zona de administratție locală South Cambridgeshire District Council. Acest consiliu este responsabil pentru planificare, colectarea deșeurilor și furnizarea de servicii locale, precum iluminatul stradal.
Sawston are două locuri și în Cambridgeshire County Council, ultimele alegeri având loc în  mai 2017.
La nivel național, Sawston este cuprins în Circumscripția South Cambridgeshire și reprezentat în Parlamentul Westminster – loc deținut din 2019 de către Anthony Browne, membru al Partidului Conservator.

## Transport
O pistă de biciclete între Sawston și Babraham și între Babraham și Abington a fost finalizată în octombrie 2010, la un cost de £350.000. Când va fi finalizat, traseul va traversa șoseaua A11 folosind un pod pietonal existent, devenind astfel parte din traseul 11 al Rețelei Naționale de Biciclete.

## Legături internaționale
Satul este înfrățit cu Selsingen, o comună din Germania, de la vizita lui Klaus Bruno Pape în 1984, ca urmare a unei legături stabilite între cele două localități în teza de doctorat de la Universitatea din Frankfurt a lui Walther Piroth.